# 닝얼 하니족 이족 자치현

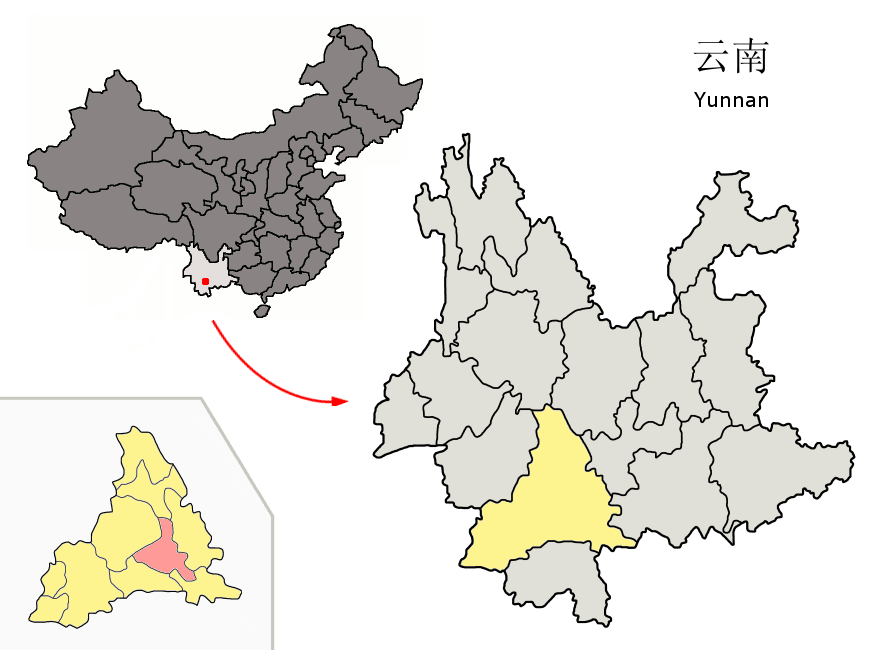
닝얼 하니족 이족 자치현의 위치

닝얼 하니족 이족 자치현(한국어: 영이하니족이족자치현, 중국어: 宁洱哈尼族彝族自治县, 병음: Níng'ěr Hānízú Yízú Zìzhìxiàn)은 중화인민공화국 윈난성 푸얼 시의 현급 행정구역이다. 넓이는 3670km2이고, 인구는 2007년 기준으로 190,000명이다.

## 주민
한족 인구가 우세한 가운데 하니족과 이족이 많은 비율을 차지한다.

## 역사
중국 고대에 차 교역로의 역할을 했기 때문에 현의 이름은 푸얼 차에서 유래되었다.

## 행정 구역
2개 진, 7개 향을 관할한다.
- 진: 宁洱镇, 磨黑镇.
- 향: 德化乡, 同心乡, 勐先乡, 普义乡, 黎明乡, 德安乡, 梅子乡.